# Centromerus sellarius
Centromerus sellarius là một loài nhện trong họ Linyphiidae.
Loài này thuộc chi Centromerus. Centromerus sellarius được Eugène Simon miêu tả năm 1884.